# مطار بالويش
مطار بالويش هو مطار يقع في باليوش في ولاية أعالي النيل في جنوب السودان.